# Platyrinchus flavigularis
El picoplano gorgiamarillo (Platyrinchus flavigularis), también denominado picochato goliamarillo (en Ecuador), pico de pala gorgiamarillo (en Colombia), pico-chato de garganta amarilla (en Perú) o pico chato gargantiamarillo (en Venezuela),  es una especie de ave paseriforme de la familia Tyrannidae perteneciente al género Platyrinchus. Es nativo del noroeste de América del Sur.

## Distribución y hábitat
Se distribuye fragmentadamente por el oeste de Venezuela y noreste de Colombia (Serranía del Perijá); este de Ecuador; y este de Perú, en la pendiente oriental de la cordillera de los Andes.
Esta especie es considerada rara en su hábitat natural: el sotobosque de selvas húmedas montanas, principalmente entre los 1250 y los 2100 m s. n. m. de altitud.

## Sistemática

### Descripción original

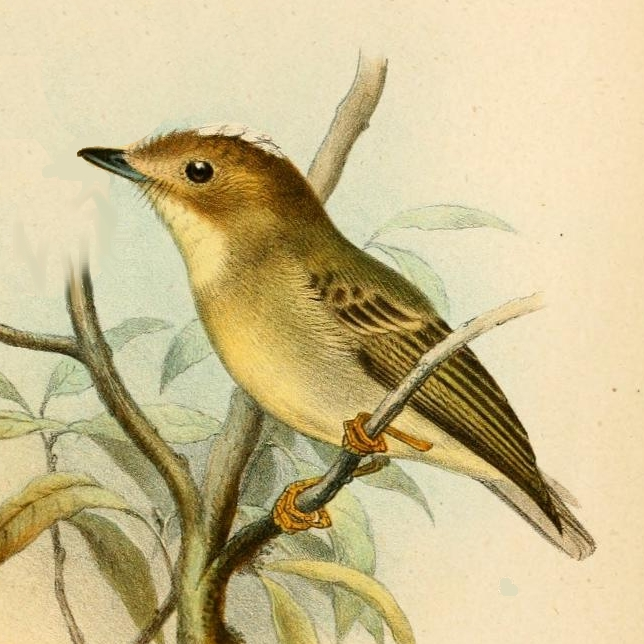
Platyrinchus flavigularis, ilustración de Smit, en Catalogue of the Birds in the British Museum, 1888.

La especie P. flavigularis fue descrita por primera vez por el zoólogo británico Philip Lutley Sclater en 1862 bajo el nombre científico Platyrhynchus flavigularis; la localidad tipo es: «Nova Granada, “Bogotá” = Albán, Cundinamarca, Colombia».

### Etimología
El nombre genérico masculino «Platyrinchus» se compone de las palabras del griego «πλατυς platus»: ‘ancho’, y «ῥυγχος rhunkhos»: ‘pico’; y el nombre de la especie «flavigularis» se compone de las palabras del latín «flavus» que significa ‘amarillo’, y «gularis» que significa ‘de garganta’.

### Taxonomía
Las relaciones dentro del género no están claras, dependiendo de estudio genéticos más completos. La distribución aparenta ser muy fragmentada pero poco conocida, y el grado de disjunción incierto; se requieren más estudios para confirmar el verdadero rango taxonómico de las subespecies.

### Subespecies
Según las clasificaciones del Congreso Ornitológico Internacional (IOC) y Clements Checklist/eBird v.2021, se reconocen dos subespecies, con su correspondiente distribución geográfica:
- Platyrinchus flavigularis vividus Phelps, Sr & Phelps, Jr, 1952 - oeste de Venezuela (serranía del Perijá, también del lado colombiano de la frontera, Andes del sureste de Lara y sureste de Táchira; probablemente también en la cordillera costera del sureste de Carabobo).
- Platyrinchus flavigularis flavigularis P.L. Sclater, 1862 - este de los Andes de Colombia (lado occidental en el oeste de Cundinamarca y Huila), este de Ecuador (ladera oriental desde el oeste de Napo hacia el sur hasta Zamora-Chinchipe) y este del Perú (desde el norte de Amazonas al sur hasta la cordillera Vilcabamba en Cuzco).